# David Pekoske

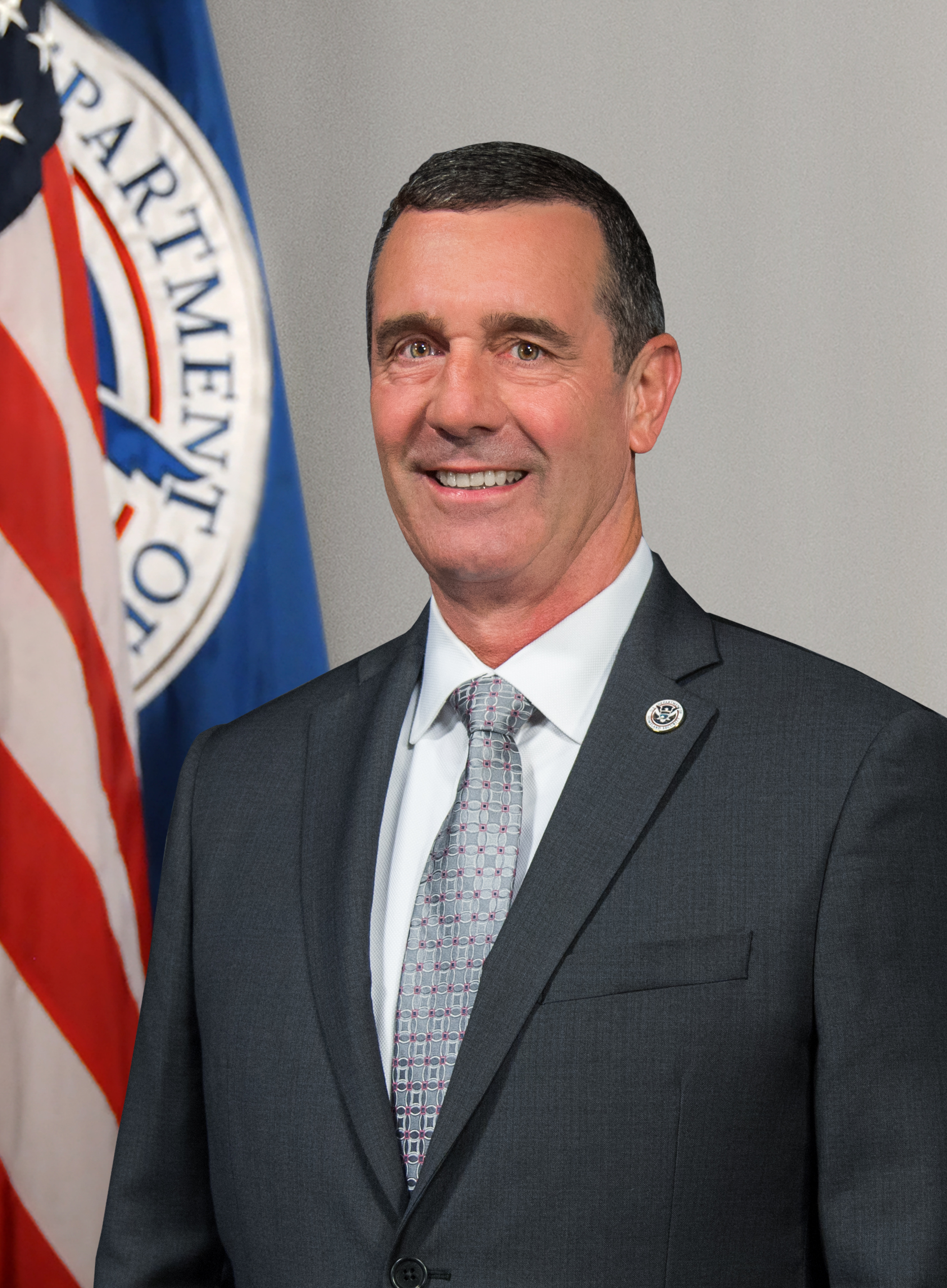
David Pekoske (2017)

David Peter Pekoske (* 5. Mai 1955 in Meriden, Connecticut) ist ein US-amerikanischer Regierungsbeamter und ehemaliger Vizeadmiral der United States Coast Guard. Er ist seit dem 10. August 2017 Leiter der Transportation Security Administration. Des Weiteren war Pekoske vom 11. April bis zum 13. November 2019 sowie erneut vom 20. Januar bis zum 18. Juni 2021 kommissarischer stellvertretender Minister für Innere Sicherheit der Vereinigten Staaten; vom 20. Januar bis zum 2. Februar 2021 war er außerdem kommissarisch als Minister für Innere Sicherheit im Kabinett Biden tätig.

## Leben
David Pekoske wuchs im Bundesstaat Connecticut auf und trat 1977 der United States Coast Guard bei. Er studierte Meerestechnik an der United States Coast Guard Academy und erwarb 1989 einen Abschluss als Master of Public Administration an der Columbia University. 1997 graduierte Pekoske als Master of Business Administration an der MIT Sloan School of Management. Von 1999 bis 2001 war er Befehlshaber des Coast Guard Marine Safety Office für den Bereich des Long Island Sound und danach bis 2004 Assistent des Kommandanten. Anschließend wurde Pekoske Kommandant des First Coast Guard District/Maritime Defense Command One in Boston und zwischen 2006 und 2008 war er Mitglied des United States Coast Guard Academy Board of Trustees.
Am 7. August 2009 wurde David Pekoske Zweiter Kommandant und Chief Operating Officer der Coast Guard. Als solcher führte er die strategischen Absichten des Kommandanten aus und war für die Organisationsführung innerhalb der Coast Guard zuständig. Pekoske führte dieses Amt bis zum 24. Mai 2010 aus.
Am 6. Juni 2017 nominierte Präsident Donald Trump Pekoske zum Leiter der Transportation Security Administration. Diese dem Ministerium für Innere Sicherheit unterstellte Behörde ist für die Öffentliche Sicherheit im Verkehr zuständig. Am 3. August 2017 wurde Pekoske durch den Senat der Vereinigten Staaten als Leiter der TSA bestätigt und am 10. August 2017 vereidigt. Am 11. April 2019 wurde Pekoske durch den damaligen kommissarischen Minister für Innere Sicherheit Kevin McAleenan zu dessen Stellvertreter ernannt. Pekoske blieb weiterhin Leiter der Transportation Security Administration, die laufenden Geschäfte der Behörde wurden in diesem Zeitraum jedoch durch Pekoskes Stellvertreterin Patricia Cogswell überwacht. Mit der Ernennung von Ken Cuccinelli zum stellvertretenden Minister für Innere Sicherheit am 13. November 2019 kehrte David Pekoske wieder zu seinen Aufgaben in der TSA zurück.
Am 20. Januar 2021 wurde Pekoske von Präsident Joe Biden zum kommissarischen Minister für Innere Sicherheit in dessen Übergangsregierung ernannt. Er folgte damit Peter T. Gaynor nach, der das Amt erst acht Tage zuvor übergangsweise von dem zurückgetretenen Chad Wolf übernommen hatte. Nach der erfolgten Bestätigung durch den Senat am 2. Februar 2021 wurde das Ministeramt von Alejandro Mayorkas übernommen, Pekoske nahm weiterhin die Aufgabe seines Stellvertreters wahr. Am 18. Juni 2021 wurde John Tien vom US-Senat als stellvertretender Minister für Innere Sicherheit bestätigt und Pekoske übernahm wieder seine Aufgaben in der Transportation Security Administration.
David Pekoske ist mit Michele Roy verheiratet und hat vier inzwischen erwachsene Kinder.